# Rippweiler
Rippweiler är en ort i Luxemburg.   Den ligger i distriktet Diekirch, i den centrala delen av landet, 20 kilometer nordväst om huvudstaden Luxemburg. Rippweiler ligger 294 meter över havet och antalet invånare är 153.
Terrängen runt Rippweiler är platt.  Runt Rippweiler är det ganska tätbefolkat, med 116 invånare per kvadratkilometer.. Närmaste större samhälle är Luxemburg, 19,9 kilometer sydost om Rippweiler. 
I omgivningarna runt Rippweiler växer i huvudsak blandskog.